# The Texas Roadside Massacre
The Texas Roadside Massacre (Originaltitel: Roadside Masacre) ist ein US-amerikanischer Horrorfilm von Drehbuchautor und Regisseur Scott Kirkpatrick aus dem Jahr 2012.

## Handlung
Fünf Freunde machen auf dem Weg zum Springbreak in der kleinen Ortschaft Blueridge Halt, um zu tanken und etwas zu essen. In dem dortigen Diner erkennt Karen ihre Schwester, die seit einem Jahr vermisst wird. Ihre Schwester ist verändert, hat einen neuen Namen und erkennt Karen nicht. Ihre Freunde glauben nicht, dass es sich um Karens Schwester handelt und wundern sich auch nicht nennenswert über den merkwürdigen Geschmack des Fleisches in dem Diner. Erst als ihnen auf der Weiterfahrt das Benzin ausgeht, obwohl sie noch kurz zuvor getankt haben, werden sie stutzig.
Nichtsdestotrotz übernachten sie in dem einzigen Hotel des Ortes. In dem Hotel treffen sie auf Vince, der dort seit einem Monat festhängt, seit sein Wagen auf der Suche nach seinem Bruder kaputt ging. Er klärt die Gruppe darüber auf, dass in diesem kleinen Örtchen etwas nicht mit rechten Dingen zu geht. Nach und nach verschwinden die jungen Leute oder werden getötet, bis zum Schluss nur noch Karen und Vincent übrig bleiben, die ebenfalls gejagt werden.

## Kritik
Der Filmdienst urteilte, der Film verwurste „Film-Standards des Hinterwälder- und Kannibalenhorrors sowie eine Brise ‚Frankenstein‘ zu einer drögen Mischung, die durch die laienhaften Darsteller noch fader“ werde.